# ماجراهای ژرار
ماجراهای ژرار (انگلیسی: The Adventures of Gerard) یک فیلم کمدی سوئیسی-ایتالیایی-بریتانیایی به کارگردانی یژی اسکولیموفسکی است که در سال ۱۹۷۰ منتشر شد.

## گزیدهٔ بازیگران
- کلودیا کاردیناله
- ایلای والاک
- جک هاوکینز
- مارک برنس
- نورمن روسینگتون
- جان نویل
- پائولو استوپا
- ایوان دسنی
- لئوپولدو تریئسته
- سولوی اشتوبینگ